# Josef Veverka (novinář)
Josef Veverka (4. února 1903 Nymburk – 8. října 1971 Liberec) byl český a československý novinář, politik a poválečný poslanec Prozatímního a Ústavodárného Národního shromáždění za Československou sociální demokracii. Po roce 1948 pronásledován a vězněn.

## Biografie
Pocházel ze známého rodu bratranců Veverkových, vystudoval zeměpis na Karlově univerzitě a na pařížské Sorboně. Byl novinářem a politikem, redaktorem tisku a od roku 1920 členem sociální demokracie. V letech 1937–1938 působil jako redaktor listu Ještědský obzor a tajemník strany v Liberci. V období let 1938–1939 byl redaktorem Stráže lidu v Mladé Boleslavi. Od února do května 1940 působil coby vedoucí redaktor Dělnického rozhlasu v Praze. Od roku 1938 do roku 1940 se angažoval v odbojovém Národním hnutí pracující mládeže. V květnu 1940 byl zatčen a odsouzen na dva roky. Po propuštění se opět zapojil do domácího odboje a od roku 1944 do roku 1945 byl znovu uvězněn.
Po válce se stal šéfredaktorem deníku Stráž severu v Liberci, kde ostře protestoval proti totalitárním praktikám KSČ a zasazoval se o obranu německých antifašistů. Od roku 1946 do roku 1948 zasedal v ústředním výkonném výboru ČSSD. Patřil ke stoupencům Majerova křídla.
V letech 1945–1946 byl poslancem Prozatímního Národního shromáždění za ČSSD. Setrval zde do parlamentních voleb v roce 1946, pak se stal za sociální demokraty poslancem Ústavodárného Národního shromáždění, kde zasedal formálně až do voleb do Národního shromáždění roku 1948.
Po únorovém převratu v roce 1948 byl propuštěn z redakce Stráže severu a vyloučen ze sociální demokracie. V září 1949 byl internován v pracovním táboře, pak zatčen a v červnu 1950 odsouzen na 12 let vězení. V roce 1954 byl znovu odsouzen na doživotí, později mu trest byl zmírněn na 21 let. Z vězení byl nakonec propuštěn na zásah britské Labour Party v roce 1964.
Během pražského jara v roce 1968 se angažoval v demokratickém hnutí. Angažoval se v přípravném výboru pro obnovu sociální demokracie a působil v čele liberecké organizace K 231. Spolupracoval s Klubem angažovaných nestraníků. Zemřel v roce 1971 na počátku normalizace v Liberci.
V roce 2007 byl navržensenátem ČR in memoriam na řád T. G. Masaryka.

## Ocenění
V roce 2013 mu byla udělena Cena Václava Bendy (in memoriam).